# Escuelas Públicas del Condado de Hillsborough

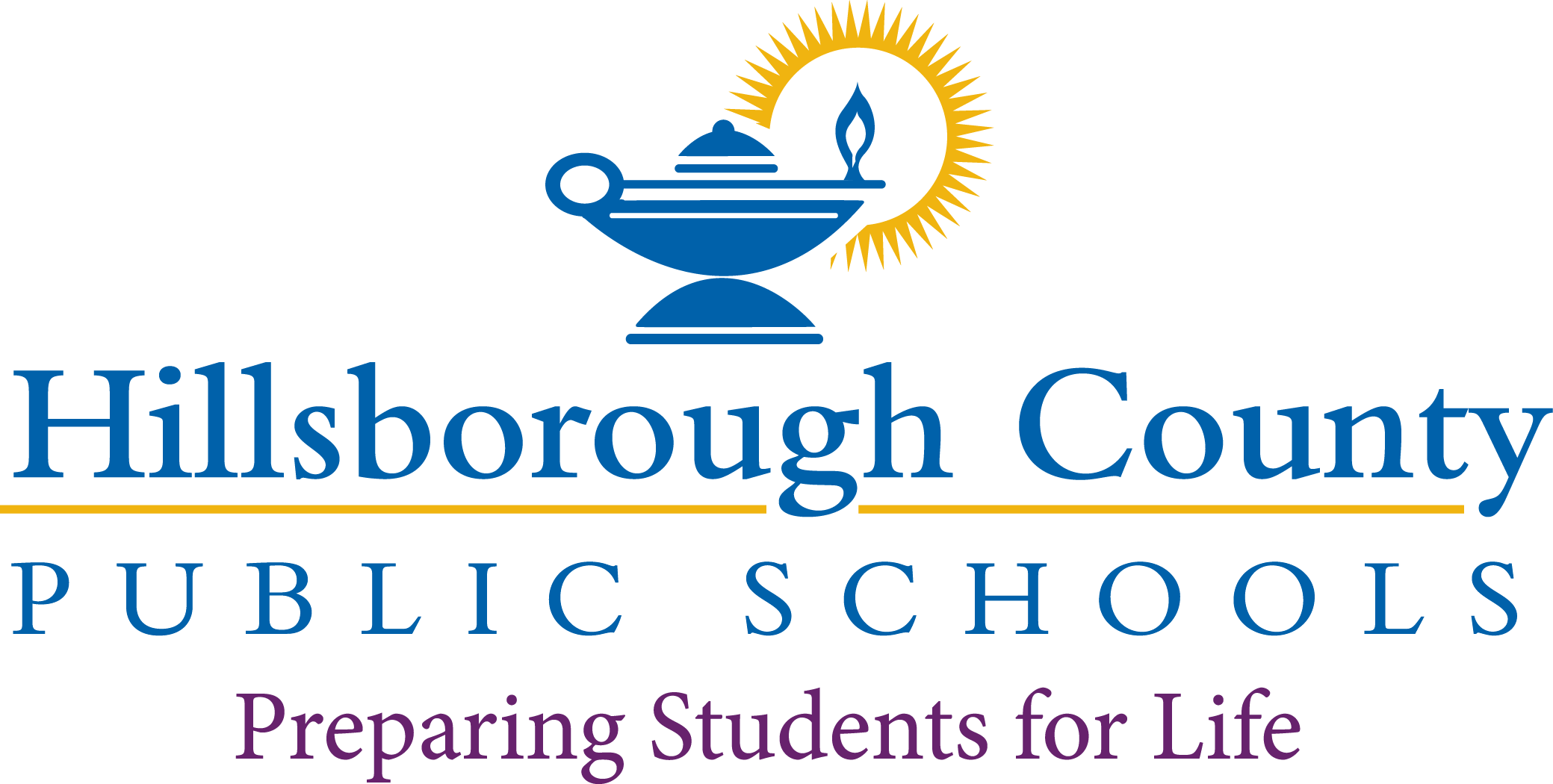
Logotipo en inglés del distrito escolar.

Las Escuelas Públicas del Condado de Hillsborough (Hillsborough County Public Schools, HCPS) es un distrito escolar del Condado de Hillsborough, Florida. Tiene su sede en Downtown Tampa. La Junta Directiva Escolar del Condado de Hillsborough, el consejo escolar del distrito, tiene siete miembros.

## Escuelas
Escuelas preparatorias:
- Blanche Armwood High School
- Braulio Alonso High School
- Howard W. Blake High School
- Bloomingdale High School
- Brandon High School
- George D. Chamberlain High School
- Durant High School
- East Bay High School
- Freedom High School
- Vivian Gaither High School
- Hillsborough High School
- Thomas Jefferson High School
- C. Leon King High School
- Ateo Phillip Leto High School
- George S. Middleton High School
- Joe E. Newsome High School
- Plant City High School
- Henry B. Plant High School
- Riverview High School
- Thomas Richard Robinson High School
- Walter L. Sickles High School
- George M. Steinbrenner High School
- Strawberry Crest High School
- Tampa Bay Technical High School
- Paul R. Wharton High School
- Earl J. Lennard High School
- Spoto High School
- Brooks - DeBartolo Collegiate High School
- Leto High School

Escuelas de Educación Media
- Barrington Middle School
- Benito Middle School
- Buchanan Middle School
- Burnett Middle School
- Burns Middle School
- Coleman Middle School
- Davidsen Middle School
- Dowdell Middle School
- Eisenhower Middle School
- Farnell Middle School
- Ferrell Girls Preparatory Academy Middle School
- Franklin Boys Preparatory Academy Middle School
- Giunta Middle School
- Greco Middle Magnet School
- Hill Middle School
- Jennings Middle School
- Liberty Middle School
- Madison Middle School
- Mann Middle School
- Marshall Middle Magnet School
- Martinez Middle School
- McLane Middle School
- Memorial Middle School
- Mulrennan Middle School
- Orange Grove Middle Magnet School
- Pierce Middle School
- Progress Village Middle Magnet School
- Randall Middle School
- Rodgers Middle Magnet School - A Cambridge International School
- Sgt. Smith Middle Academy for Broadcasting and Health Science
- Shields Middle School
- Sligh Middle Magnet School
- South Tampa Academy at Monroe Middle Magnet School
- Stewart Middle Magnet School
- Tomlin Middle School
- Turkey Creek Middle School
- Walker Middle Magnet School
- Webb Middle School
- Williams Middle Magnet School
- Wilson Middle School
- Young Middle Magnet School

Escuelas de Educación Primaria
- Alafia Elementary School
- Alexander Elementary School
- Anderson Elementary School
- Apollo Beach Elementary School
- B.T. Washington Elementary School
- Bailey Elementary School
- Ballast Point Elementary School
- Bay Crest Elementary School
- Bellamy Elementary School
- Belmont Elementary School
- Bevis Elementary School
- Bing Elementary School
- Boyette Springs Elementary School
- Brooker Elementary School
- Broward Elementary School
- Bryan Plant City Elementary School
- Bryant Elementary School
- Buckhorn Elementary School
- Burney Elementary School
- Cannella Elementary School
- Carrollwood Elementary School
- Chiaramonte Elementary School
- Chiles Elementary School
- Cimino Elementary School
- Citrus Park Elementary School
- Clair Mel Elementary School
- Clark Elementary School
- Claywell Elementary School
- Cleveland Elementary School
- Collins Elementary School
- Colson Elementary School
- Cork Elementary School
- Corr Elementary School
- Crestwood Elementary School
- Cypress Creek Elementary School
- Davis Elementary School
- Deer Park Elementary School
- DeSoto Elementary School
- Dickenson Elementary School
- Doby Elementary School
- Dover Elementary School
- Dunbar Elementary Magnet School
- Edison Elementary School
- Egypt Lake Elementary School
- Essrig Elementary School
- Fishhawk Creek Elementary School
- Folsom Elementary School
- Forest Hills Elementary School
- Foster Elementary School
- Frost Elementary School
- Gibsonton Elementary School
- Gorrie Elementary School
- Grady Elementary School
- Graham Elementary School
- Hammond Elementary School
- Heritage Elementary School
- Hunters Green Elementary School
- Ippolito Elementary School
- Jackson Elementary School
- James Elementary Academy
- Kenly Elementary School
- Kimbell Elementary School
- Kingswood Elementary School
- Knights Elementary School
- Lake Magdalene Elementary School
- Lamb Elementary School
- Lanier Elementary School
- Lewis Elementary School
- Limona Elementary School
- Lincoln Elementary Magnet School
- Lithia Springs Elementary School
- Lockhart Elementary Magnet School
- Lomax Elementary Magnet School
- Lopez Elementary School
- Lowry Elementary School
- Mabry Elementary School
- MacFarlane Park Elementary School
- Mango Elementary School
- McDonald Elementary School
- McKitrick Elementary School
- Mendenhall Elementary School
- Miles Elementary School
- Mintz Elementary School
- Mitchell Elementary School
- Morgan Woods Elementary School
- Mort Elementary School
- Muller Elementary Magnet School
- Nelson Elementary School
- Northwest Elementary School
- Oak Grove Elementary School
- Oak Park Elementary School
- Palm River Elementary School
- Patricia J. Sullivan Partnership School
- Pinecrest Elementary School
- Potter Elementary School
- Pride Elementary School
- Reddick Elementary School
- Riverhills Elementary Magnet School
- Riverview Elementary School
- Riverwalk STEM Academy at Just Elementary School
- Robinson Elementary School
- Robles Elementary School
- Roosevelt Elementary School
- Ruskin Elementary School
- Schmidt Elementary School
- Schwarzkopf Elementary School
- Seffner Elementary School
- Seminole Heights Elementary School
- Sessums Elementary School
- Shaw Elementary School
- Sheehy Elementary School
- Shore Elementary Magnet School
- Springhead Elementary School
- Stowers Elementary School
- Summerfield Crossings Elementary School
- Summerfield Elementary School
- Symmes Elementary School
- Tampa Bay Boulevard Elementary School
- Tampa Heights Elementary Magnet School
- Tampa Palms Elementary School
- Temple Terrace Elementary School
- Thompson Elementary School
- Thonotosassa Elementary School
- Town and Country Elementary School
- Trapnell Elementary School
- Twin Lakes Elementary School
- Valrico Elementary School
- Walden Lake Elementary School
- Warren Hope Dawson Elementary School
- West Shore Elementary School
- West Tampa Elementary School
- Westchase Elementary School
- Wilson Elementary School
- Wimauma Elementary School
- Witter Elementary School
- Woodbridge Elementary School
- Yates Elementary School